# Себальос, Орасио
Орасио Себальос-младший (исп. Horacio Zeballos; род. 27 апреля 1985, Мар-дель-Плата, Аргентина) — аргентинский теннисист, бывшая первая ракетка мира в парном разряде; победитель одного турнира Большого шлема в парном разряде (Открытый чемпионат Франции-2025); финалист двух турниров Большого шлема в парном разряде (Открытый чемпионат США-2019, Уимблдон-2021); финалист одного Итогового турнира ATP в парном разряде (2023); победитель 25 турниров ATP (из них один в одиночном разряде); обладатель Командного Кубка мира (2010) в составе национальной сборной Аргентины.

## Общая информация
Орасио — старший из двух детей Каролины и Орасио Себальоса-старшего; его сестру также зовут Каролина.
Аргентинец начал играть в теннис в возрасте шести лет: вместе с отцом. Любимое покрытие — грунт; лучший удар — форхенд.

## Спортивная карьера

### Начало карьеры
Себальос начал карьеру в 2003 году. В 2005 году он выиграл четыре турнира серии «фьючерс» в парном разряде. В 2006 году Орасио выиграл первые «фьючерсы» в одиночном разряде. Дебютный турнир следующей по старшинству серии — «челленджер» он взял в ноябре 2006 года в парном разряде. В конце январе 2008 года Себальос впервые сыграл в основных соревнованиях АТП-тура, выступив в парной сетке турнира в Винья-дель-Маре. В июне того же года он впервые взял главный одиночный приз на «челленджере», победив в итальянском Реканати.
За сезон 2009 года Себальос победил на пяти «челленджерах» в одиночном и шести в парном разрядах. В июле он впервые в карьере поднялся в первую сотню мирового одиночного рейтинга. Наконец, сыграть в основной сетке одиночного турнира АТП ему удалось в июле на турнире в Ньюпорте. В августе Орасио через квалификацию пробился на первый свой одиночный турнир Большого шлема — Открытый чемпионат США, где смог выиграть одну встречу и выйти во второй раунд. Осенью аргентинец приподнёс настоящий сюрприз, выйдя в финал зального турнира АТП в Санкт-Петербурге. По ходу финального поединка имел матчбол, но все же уступил со счетом 6-2, 6-7(8), 6-7(7) украинскому теннисисту Сергею Стаховскому. По итогам 2009 года признан Ассоциацией теннисистов-профессионалов «Новичком года».

### 2010—2014 (первый одиночный титул в Мировом туре)

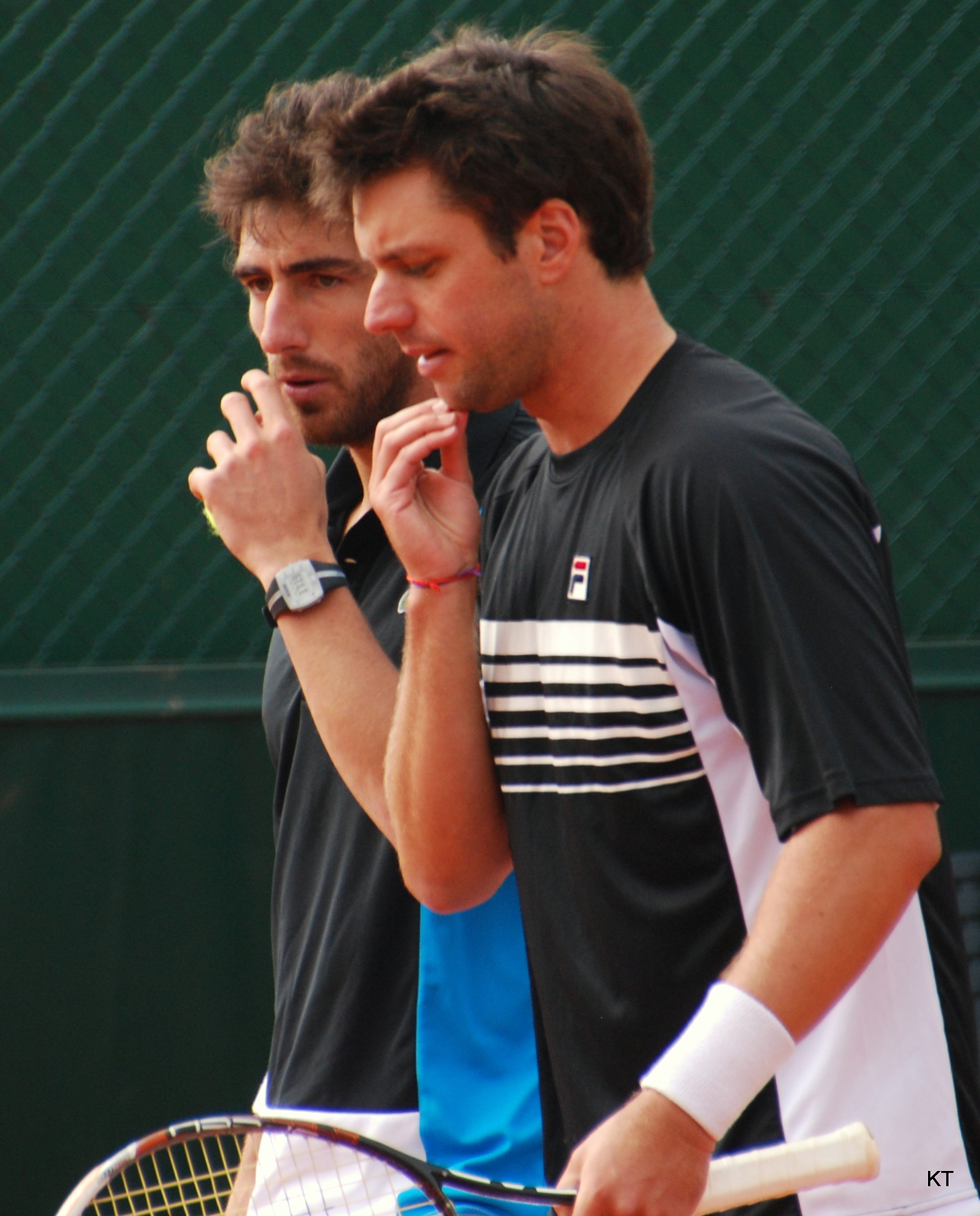
Себальос (справа) с Куэвасом (слева) на Открытом чемпионате Франции 2013 года

В феврале 2010 года Себальос дважды выходит в финал в соревнованиях мужских пар: сначала на турнире в Сантьяго, где он в дуэте с итальянцем Потито Стараче уступает Лукашу Куботу и Оливеру Мараху — 4-6, 0-6, а затем на турнире в Буэнос-Айресе вместе с Себастьяном Прието он завоёвывает первый для себя титул в Мировом туре АТП. В финальной встрече ими были обыграны немец Симон Гройль и австралиец Петер Лучак — 7-6(4), 6-3. В начале марта Себальос дебютировал в составе сборной Аргентины в розыгрыше Кубка Дэвиса. В сезоне 2010 года он выступил со сборной в трёх раундах, дойдя до полуфинала. В апреле аргентинец смог выйти в 1/2 финала в одиночках на грунтовом турнире в Хьюстоне. В мае он отпраздновал успех ещё в одном командном турнире — на неофициальном Командном Кубке мира, где Аргентина в финале оказалось сильнее США. На Открытом чемпионате США ему удается дойти до полуфинала в соревнованиях мужских пар. Этого результата Орасио достиг вместе с Эдуардо Шванком. Лучшим результатом осени в туре для него стал четвертьфинал в Москве.
В первой половине 2011 года Себальос в туре лишь один раз выходил в четвертьфинал в Сантьяго. В мае ему удалось выиграть парный трофей на турнире в Мюнхене. Основную часть сезона из-за низкого рейтинга Орасио провёл, выступая на «челленджерах». По итогам 2012 года Себальос смог вернуться в топ-100 одиночного рейтинга. В том сезоне он вышел в четвертьфинал парных соревнований на Открытом чемпионате Франции в партнёрстве с Оливером Марахом.
Февраль 2013 года ознаменовался для Себальоса победой на первом турнире АТП в одиночном разряде. Титула он достиг в чилийском Винья-дель-Маре. В финале Орасио одержал знаковую победу над «грунтовым королём» Рафалем Надалем, которой только вернулся к выступлениям после травмы. Себальос смог переиграть знаменитого испанца со счётом 6-7(2), 7-6(6), 6-4. После выхода в четвертьфинал на турнире в Акапулько Себальос на начало марта достиг наивысшей в карьере позиции в одиночном рейтинге, заняв 39-е место. В шаге от финала Большого шлема Себальос остановился на кортах Ролан Гаррос в мужских парных соревнованиях. До полуфинала он смог дойти в альянсе с уругвайцем Пабло Куэвасом. В июле Себальос сыграл в четвертьфинале турнира в Умаге. По ходу сезона 2012 года Себальос выступал за сборную Аргентины в кубке Дэвиса, играя в основном парный матч и помог ей достичь полуфинала. В конце сентября в дуэте с Куэвасом он смог достичь парного финала турнира в Куала-Лумпуре.
В феврале 2014 года Куэвас и Себальос вышли в парный финал турнира в Буэнос-Айресе. В конце месяца на турнире в Сан-Паулу Орасио вышел в четвертьфинал одиночных соревнований. В том сезоне он выиграл свой 14-й «челленджер» в одиночном и 22-й в парном разряде.

### 2015—2018
2015 год Себальос вновь проводит в основном на «челленджерах» и за сезон он смог выиграть сразу восемь парных турниров данной серии. В феврале 2016 года в дуэте с чилийцем Хулио Перальтой он выиграл парный приз турнира АТП в Сан-Паулу. В марте на турнире серии Мастерс в Майами Орасио смог обыграть Хуана Мартина дель дель Потро и Фернандо Вердаско и выйти в стадию четвёртого раунда, начав свой путь в качестве в качестве лаки-лузера. Летом Себальос победил на двух «челленджерах» и выиграл два парных турнира АТП (в Гштаде с Хулио Перальтой и в Атланте с Андресом Мольтени). В сентябре на зальном турнире в Меце он выиграл свой четвёртый парный титул в сезоне и третий с партнёрстве с Перальтой.
Следующего успеха в туре Перальта и Себальос добились на турнире в Хьюстоне в апреле 2017 года. В том же месяце он смог напомнить о себе и в одиночках. На турнире в Барселоне Себальос сумел выйти в полуфинал, проиграв в борьбе за финал Рафаэлю Надалю. В начале мая он вышел в четвертьфинал в Мюнхене, а на кортах Ролан Гаррос впервые в карьере вышел в четвёртый раунд в одиночках на Большом шлеме. В мужском парном разряде совместно с Перальтой он добрался до четвертьфинала. Кроме победы в Хьюстоне Перальта и Себальос по ходу сезона ещё три раза выходили в парные финалы АТП, где не смогли одержать победу.
2018 Себальос начал с выхода в парный финал турнира в Брисбене в партнёрстве с Леонардо Майером. В феврале с другим представителем Аргентины Андресом Мольтени он завоевал парный приз на домашнем турнире в Буэнос-Айресе. В Сан-Паулу Орасио сумел выйти в полуфинал одиночных соревнований. В марте он поднялся в парном рейтинге на 28-ю строчку — самую высокую для себя в карьере. В июле на турнире в шведском Бостаде Перальта и Себальос смогли выиграть парные соревнования. Затем они выиграли ещё один титул на турнире в Гамбурге, ставшим десятым парным в карьере Орасио в основном туре.

### 2019—2021 (парные финалы США и Уимблдона, № 3 в парном рейтинге)

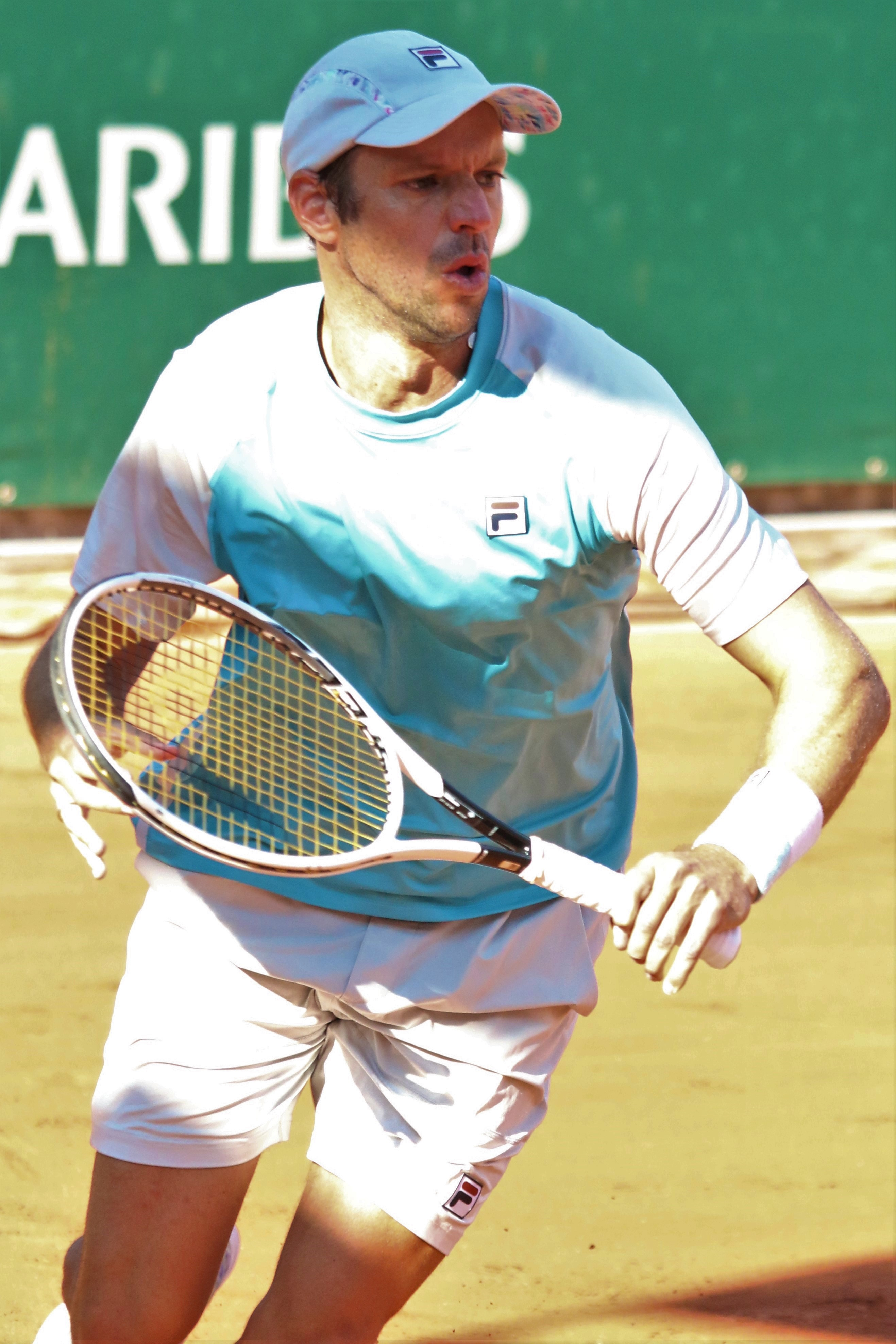
На Ролан Гаррос 2021 года

Начиная с сезона 2019 года, Себальос выступает исключительно в парном разряде. На Открытом чемпионате Австралии он достиг четвертьфинала в паре с Лукашем Куботом. В феврале, съездив на родину, он сначала вышел в финал турнира в Кордове, а затем выиграл турнир в Буэнос-Айресе в паре с Максимо Гонсалесом. В марте Себальос добился первого крупного успеха на турнирах серии Мастерс, выиграв титул в Индиан-Уэлсе с Николой Мектичем. Этот результат позволил подняться в топ-20 парного рейтинга. До Уимблдона он играл в паре с Максимо Гонсалесом и лучшими их результатами стали полуфинал в апреле Мастерса в Монте-Карло и финал травяного турнира в Истборне. В июле Себальос смог выйти в финале в Бостаде в команде с Федерико Дельбонисом. С августа стал выступать в паре с Марселем Гранольерсом, с которым пришли все последующие успехи. Уже на первом совместном выступлении они смогли выиграть Мастерс в Монреале и Себальос, поднявшись на 12 строчек, стал седьмой ракеткой мира в парах. Затем на Открытом чемпионате США они дошли до финала, где уступили паре Хуан Себастьян Кабаль и Роберт Фара в двух сетах (4:6, 5:7). Для Орасио это первый финал на Большом шлеме, который принёс ему третье место в парном рейтинге (самое высокое для него за карьеру). Осеннюю часть сезона провели менее результативно, но аргентинец смог финишировать четвёртым в парном рейтинге по итогам года.
В сезоне 2020 года на Открытом чемпионате Австралии Себальос и Гранольерс проиграли в третьем круге будущим чемпионам Радживу Раму и Джо Солсбери. Затем они выиграли два подряд турнира: в Буэнос-Айресе и Рио-де-Жанейро. После паузы из-за эпидемии коронавируса они сыграли на Мастерсе Цинциннати, перенесённом в Нью-Йорк, и в 1/4 финала снова проиграли Раму и Солсбери. На Открытом чемпионате США они в первом круге проиграли в трёх сетах будущим чемпионам Мате Павичу и Бруно Соаресу. Осенью в грунтовой части сезона они дошли до финала турнира в Кицбюэле и выиграли Мастерс в Риме. На Открытом чемпионате Франции они проиграли в третьем круге Джейми Маррею и Нилу Скупски.
Несмотря на не слишком удачные выступления на турнирах Большого шлема и жребий, дважды сводивший их на ранних стадиях с парами, которые становились чемпионами, они сумели войти в топ-8 лучших пар по рейтингу и выступили на Итоговом турнире, который стал первым в карьере Себальоса. На групповом этапе они обыграли пары Майкл Винус и Джон Пирс и Мате Павич и Бруно Соарес. В матче против Юргена Мельцера и Эдуара Роже-Васслена они отказались от продолжения борьбы в первом сете, но уже обеспечили выход в полуфинал. В полуфинале они проиграли Уэсли Колхофу и Николе Мектичу. В итоге этот сезон стал лучшим для Себальоса, так как он закончил его на третьем месте парного рейтинга ATP.
Сезон 2021 года Себальос начал на командном турнире ATP Cup, где с Максимо Гонсалесом они выиграли оба матча, однако сборная Аргентины не сумела выйти из группы. В феврале с Марселем Гранольерсом они достигли финала турнира в Акапулько. В мае их дуэт смог выиграть Мастерс в Мадриде. На Уимблдонском турнире Гранольерс и Себальос, имея четвёртый номер посева, смогли доиграть до второго совместного финала Большого шлема. В титульном матче они проиграли первым номерам посева Николе Мектичу и Мате Павичу — 4:6, 6:7, 6:2, 5:7. После Уимблдона Себальос поднялся на четвёртое место парного рейтинга. После неудачи на Олимпиаде, где с Андресом Мольтени было поражение в первом раунде, Себальос в Цинциннати выиграл ещё один Мастерс в паре с Гранольерсом. На Открытом чемпионате США их результатом стал выход в четвертьфинал. На Итоговом турнире они второй год подряд смогли выйти в полуфинал, но в шаге от финала их остановили Николя Маю и Пьер-Юг Эрбер.

### 2022—2023
На Открытом чемпионате Австралии 2022 года Гранольерс и Себальос вышли в полуфинал, в котором проиграли чемпионом того года Нику Кирьосу и Танаси Коккинакису. В феврале на турнире в Буэнос-Айресе аргентинец выступил в паре с Фабио Фоньини и они доиграли до финала. На Открытом чемпионате Франции Гранольерс и Себальос вышли в полуфинал и после турнира Орасио вернулся на четвёртое место парного рейтинга. В июне Гранольерс и Себальос смогли победить на травяном турнире в Халле. С июля на пять недель Себальос переместился на третью позицию парного рейтинга. Вторая часть сезона прошла без выходов в финал и на Итоговом турнире Гранольерс и Себальос проиграли все три матча в группе. Сезон Орасио завершил в ранге 14-го в парном рейтинге.
На Открытом чемпионате Австралии 2023 года Гранольерс и Себальос второй год подряд вышли в полуфинал, где проиграли неожиданным чемпионам того турнира Джейсону Кублеру и Ринки Хидзиката из Австралии.

## Рейтинг на конец года
| Год  | Одиночный рейтинг | Парный рейтинг |
| 2024 |                   | 4              |
| 2023 |                   | 5              |
| 2022 |                   | 14             |
| 2021 |                   | 6              |
| 2020 |                   | 3              |
| 2019 |                   | 4              |
| 2018 | 173               | 29             |
| 2017 | 66                | 38             |
| 2016 | 71                | 45             |
| 2015 | 124               | 72             |
| 2014 | 123               | 79             |
| 2013 | 56                | 40             |
| 2012 | 85                | 63             |
| 2011 | 109               | 88             |
| 2010 | 110               | 33             |
| 2009 | 45                | 79             |
| 2008 | 199               | 154            |
| 2007 | 262               | 85             |
| 2006 | 272               | 187            |
| 2005 | 489               | 351            |
| 2004 | 672               | 779            |
| 2003 | 1 212             | 1 398          |

По данным официального сайта ATP на последнюю неделю года.

## Выступления на турнирах

### Финалы турнировATPв одиночном разряде (2)

#### Победа (1)
| Титулы                        |
| ----------------------------- |
| Турниры Большого шлема (0+1)* |
| Итоговый турнир ATP (0)       |
| Мастерс (0+9)                 |
| АТР 500 (0+3)                 |
| АТР 250 (1+12)                |

| Титулы по покрытиям | Титулы по месту проведения матчей турнира |
| ------------------- | ----------------------------------------- |
| Хард (0+7)*         | Зал (0+1)                                 |
| Грунт (1+17)        | Зал (0+1)                                 |
| Трава (0+1)         | Открытый воздух (1+24)                    |
| Ковёр (0)           | Открытый воздух (1+24)                    |

* количество побед в одиночном разряде + количество побед в парном разряде.
| №  | Дата            | Турнир               | Покрытие | Соперник в финале | Счёт              |
| 1. | 10 февраля 2013 | Винья-дель-Мар, Чили | Грунт    | Рафаэль Надаль    | 6-7(2) 7-6(6) 6-4 |

#### Поражение (1)
| №  | Дата          | Турнир                  | Покрытие   | Соперник в финале | Счёт              |
| 1. | 1 ноября 2009 | Санкт-Петербург, Россия | Хард (зал) | Сергей Стаховский | 6-2 6-7(8) 6-7(7) |

### Финалы челленджеров и фьючерсов в одиночном разряде (37)

#### Победы (20)
| Условные обозначения |
| Челленджеры (15+35)* |
| Фьючерсы (5+9)       |

| Титулы по покрытиям | Титулы по месту проведения матчей турнира |
| ------------------- | ----------------------------------------- |
| Хард (5+4)*         | Зал (0)                                   |
| Грунт (15+40)       | Зал (0)                                   |
| Трава (0)           | Открытый воздух (20+44)                   |
| Ковёр (0)           | Открытый воздух (20+44)                   |

* количество побед в одиночном разряде + количество побед в парном разряде.
| №   | Дата             | Турнир                     | Покрытие | Соперник в финале       | Счёт              |
| 1.  | 19 марта 2006    | Маракай, Венесуэла         | Хард     | Пьеро Луиси             | 4-0 — отказ       |
| 2.  | 14 мая 2006      | Санта-Фе, Аргентина        | Грунт    | Дамиан Патриарка        | 6-4 4-6 6-0       |
| 3.  | 28 мая 2006      | Мендоса, Аргентина         | Грунт    | Хуан Мартин Арангурен   | 7-6(2) 6-7(3) 6-4 |
| 4.  | 2 июля 2006      | Тулон, Франция             | Грунт    | Огустин Женсс           | 6-2 6-3           |
| 5.  | 23 июля 2006     | Сен-Жерве, Франция         | Грунт    | Александр Сидоренко     | 6-4 6-1           |
| 6.  | 22 июня 2008     | Реканати, Италия           | Хард     | Грега Жемля             | 6-3 6-4           |
| 7.  | 1 февраля 2009   | Букараманга, Колумбия      | Грунт    | Карлос Саламанка        | 7-5 6-2           |
| 8.  | 22 марта 2009    | Богота, Колумбия           | Грунт    | Сантьяго Гонсалес       | 7-6(3) 6-0        |
| 9.  | 25 июля 2009     | Манта, Эквадор             | Хард     | Венсан Мийо             | 3-6 7-5 6-3       |
| 10. | 8 августа 2009   | Кампус-ду-Жордау, Бразилия | Хард     | Тьяго Алвес             | 6-7(4) 6-4 6-3    |
| 11. | 4 октября 2009   | Буэнос-Айрес, Аргентина    | Грунт    | Гастон Гаудио           | 6-2 3-6 6-3       |
| 12. | 13 мая 2012      | Прага, Чехия               | Грунт    | Мартин Клижан           | 1-6 6-4 7-6(6)    |
| 13. | 4 ноября 2012    | Монтевидео, Уругвай        | Грунт    | Юлиан Райстер           | 6-3 6-2           |
| 14. | 11 ноября 2012   | Сан-Леополду, Бразилия     | Грунт    | Пауль Капдевиль         | 3-6 7-5 7-6(2)    |
| 15. | 6 января 2013    | Сан-Паулу, Бразилия        | Хард     | Рожериу Дутра да Сильва | 7-6(5) 6-2        |
| 16. | 16 ноября 2013   | Лима, Перу                 | Грунт    | Факундо Багнис          | 6-7(4) 6-3 6-3    |
| 17. | 29 июня 2014     | Марбург, Германия          | Грунт    | Тимо де Баккер          | 3-6 6-3 6-3       |
| 18. | 21 сентября 2014 | Кито, Эквадор              | Грунт    | Николас Ярри            | 6-4 7-6(9)        |
| 19. | 18 июня 2016     | Попрад, Словакия           | Грунт    | Геральд Мельцер         | 6-3 6-4           |
| 20. | 9 июля 2016      | Бостад, Швеция             | Грунт    | Роберто Карбальес Баэна | 6-3 6-4           |

#### Поражения (17)
| №   | Дата             | Турнир                  | Покрытие | Соперник в финале      | Счёт           |
| 1.  | 11 сентября 2004 | Буэнос-Айрес, Аргентина | Грунт    | Кристиан Вильягран     | 2-6 1-6        |
| 2.  | 2 июля 2005      | Пескара, Италия         | Грунт    | Марко Педрини          | 5-7 6-2 2-6    |
| 3.  | 2 октября 2005   | Барранкилья, Колумбия   | Грунт    | Бриан Дабул            | 4-6 6-7(4)     |
| 4.  | 20 августа 2006  | Ирун, Испания           | Грунт    | Марк Форнель Местрес   | 5-7 6-2 3-6    |
| 5.  | 28 сентября 2008 | Богота, Колумбия        | Грунт    | Маркос Даниэль         | 4-6 6-4 4-6    |
| 6.  | 3 мая 2009       | Перейра, Колумбия       | Грунт    | Алехандро Фалья        | 4-6 6-4 2-6    |
| 7.  | 19 июля 2009     | Богота, Колумбия        | Грунт    | Маркос Даниэль         | 6-4 6-7(5) 4-6 |
| 8.  | 20 сентября 2009 | Кали, Колумбия          | Грунт    | Алехандро Фалья        | 3-6 4-6        |
| 9.  | 5 марта 2011     | Салинас, Эквадор        | Грунт    | Андрес Мольтени        | 5-7 6-7(4)     |
| 10. | 15 мая 2011      | Бордо, Франция          | Грунт    | Марк Жикель            | 2-6 4-6        |
| 11. | 1 апреля 2012    | Барранкилья, Колумбия   | Грунт    | Алехандро Фалья        | 4-6 1-6        |
| 12. | 3 августа 2014   | Либерец, Чехия          | Грунт    | Андрей Мартин          | 6-1 1-6 4-6    |
| 13. | 27 сентября 2015 | Трнава, Словакия        | Грунт    | Робин Хасе             | 4-6 1-6        |
| 14. | 25 октября 2015  | Сантьяго, Чили          | Грунт    | Рожериу Дутра да Силва | 5-7 6-3 5-7    |
| 15. | 22 мая 2016      | Местре, Италия          | Грунт    | Гаштан Элиаш           | 6-7(0) 2-6     |
| 16. | 13 ноября 2016   | Богота, Колумбия        | Грунт    | Факундо Багнис         | 6-3 3-6 6-7(4) |
| 17. | 15 октября 2017  | Буэнос-Айрес, Аргентина | Грунт    | Николас Кикер          | 7-6(5) 0-6 5-7 |

### Финалы турниров Большого шлема в парном разряде (4)

#### Победа (1)
| №  | Год  | Турнир                     | Покрытие | Партнёр            | Соперники в финале       | Счёт           |
| 1. | 2025 | Открытый чемпионат Франции | Грунт    | Марсель Гранольерс | Нил Скупски Джо Солсбери | 6-0 6-7(5) 7-5 |

#### Поражения (3)
| №  | Год  | Турнир                  | Покрытие | Партнёр            | Соперники в финале                | Счёт               |
| 1. | 2019 | Открытый чемпионат США  | Хард     | Марсель Гранольерс | Хуан Себастьян Кабаль Роберт Фара | 4-6 5-7            |
| 2. | 2021 | Уимблдонский турнир     | Трава    | Марсель Гранольерс | Никола Мектич Мате Павич          | 4-6 6-7(5) 6-2 5-7 |
| 3. | 2023 | Уимблдонский турнир (2) | Трава    | Марсель Гранольерс | Уэсли Колхоф Нил Скупски          | 4-6 4-6            |

### Финалы Итогового турнираATPв парном разряде (1)

#### Поражение (1)
| №  | Год  | Турнир        | Покрытие   | Партнёр            | Соперники в финале      | Счёт    |
| 1. | 2023 | Турин, Италия | Хард (зал) | Марсель Гранольерс | Раджив Рам Джо Солсбери | 3-6 4-6 |

### Финалы турнировATPв парном разряде (46)

#### Победы (25)
| №   | Дата             | Турнир                      | Покрытие   | Партнёр            | Соперники в финале                  | Счёт               |
| 1.  | 21 февраля 2010  | Буэнос-Айрес, Аргентина     | Грунт      | Себастьян Прието   | Симон Гройль Петер Лучак            | 7-6(4) 6-3         |
| 2.  | 1 мая 2011       | Мюнхен, Германия            | Грунт      | Симоне Болелли     | Андреас Бек Кристофер Кас           | 7-6(3) 6-4         |
| 3.  | 27 февраля 2016  | Сан-Паулу, Бразилия         | Грунт      | Хулио Перальта     | Пабло Карреньо Буста Давид Марреро  | 4-6 6-1 [10-5]     |
| 4.  | 24 июля 2016     | Гштад, Швейцария            | Грунт      | Хулио Перальта     | Майкл Винус Мате Павич              | 7-6(2) 6-2         |
| 5.  | 7 августа 2016   | Атланта, США                | Хард       | Андрес Мольтени    | Юхан Брунстрём Андреас Сильестрём   | 7-6(2) 6-4         |
| 6.  | 25 сентября 2016 | Мец, Франция                | Хард (зал) | Хулио Перальта     | Майкл Винус Мате Павич              | 6-3 7-6(4)         |
| 7.  | 16 апреля 2017   | Хьюстон, США                | Грунт      | Хулио Перальта     | Дастин Браун Фрэнсис Тиафо          | 4-6 7-5 [10-6]     |
| 8.  | 18 февраля 2018  | Буэнос-Айрес, Аргентина (2) | Грунт      | Андрес Мольтени    | Хуан Себастьян Кабаль Роберт Фара   | 6-3 5-7 [10-3]     |
| 9.  | 22 июля 2018     | Бостад, Швеция              | Грунт      | Хулио Перальта     | Симоне Болелли Фабио Фоньини        | 6-3 6-4            |
| 10. | 29 июля 2018     | Гамбург, Германия           | Грунт      | Хулио Перальта     | Оливер Марах Мате Павич             | 6-1 4-6 [10-6]     |
| 11. | 17 февраля 2019  | Буэнос-Айрес, Аргентина (3) | Грунт      | Максимо Гонсалес   | Доминик Тим Диего Шварцман          | 6-1 6-1            |
| 12. | 16 марта 2019    | Индиан-Уэлс, США            | Хард       | Никола Мектич      | Лукаш Кубот Марсело Мело            | 4-6 6-4 [10-3]     |
| 13. | 11 августа 2019  | Монреаль, Канада            | Хард       | Марсель Гранольерс | Уэсли Колхоф Робин Хасе             | 7-5 7-5            |
| 14. | 16 февраля 2020  | Буэнос-Айрес, Аргентина (4) | Грунт      | Марсель Гранольерс | Гильермо Дуран Хуан Игнасио Лондеро | 6-4 5-7 [18-16]    |
| 15. | 23 февраля 2020  | Рио-де-Жанейро, Бразилия    | Грунт      | Марсель Гранольерс | Федерико Гайо Сальваторе Карузо     | 6-4 5-7 [10-7]     |
| 16. | 20 сентября 2020 | Рим, Италия                 | Грунт      | Марсель Гранольерс | Фабрис Мартен Жереми Шарди          | 6-4 5-7 [10-8]     |
| 17. | 9 мая 2021       | Мадрид, Испания             | Грунт      | Марсель Гранольерс | Никола Мектич Мате Павич            | 1-6 6-3 [10-8]     |
| 18. | 22 августа 2021  | Цинциннати, США             | Хард       | Марсель Гранольерс | Стив Джонсон Остин Крайчек          | 7-6(5) 7-6(5)      |
| 19. | 19 июня 2022     | Халле, Германия             | Трава      | Марсель Гранольерс | Майкл Винус Тим Пютц                | 6-4 6-7(5) [14-12] |
| 20. | 15 октября 2023  | Шанхай, Китай               | Хард       | Марсель Гранольерс | Рохан Бопанна Мэттью Эбден          | 5-7 6-2 [10-7]     |
| 21. | 19 мая 2024      | Рим, Италия (2)             | Грунт      | Марсель Гранольерс | Марсело Аревало Мате Павич          | 6-2 6-2            |
| 22. | 12 августа 2024  | Монреаль, Канада (2)        | Хард       | Марсель Гранольерс | Раджив Рам Джо Солсбери             | 6-2 7-6(4)         |
| 23. | 6 апреля 2025    | Бухарест, Румыния           | Грунт      | Марсель Гранольерс | Марк Вальнер Якоб Шнайттер          | 7-6(3) 6-4         |
| 24. | 3 мая 2025       | Мадрид, Испания (2)         | Грунт      | Марсель Гранольерс | Марсело Аревало Мате Павич          | 6-4 6-4            |
| 25. | 7 июня 2025      | Открытый чемпионат Франции  | Грунт      | Марсель Гранольерс | Нил Скупски Джо Солсбери            | 6-0 6-7(5) 7-5     |

#### Поражения (21)
| №   | Дата             | Турнир                      | Покрытие   | Партнёр            | Соперники в финале                | Счёт               |
| 1.  | 7 февраля 2010   | Сантьяго, Чили              | Грунт      | Потито Стараче     | Лукаш Кубот Оливер Марах          | 4-6 0-6            |
| 2.  | 29 сентября 2013 | Куала-Лумпур, Малайзия      | Хард (зал) | Пабло Куэвас       | Эрик Буторак Равен Класен         | 2-6 4-6            |
| 3.  | 16 февраля 2014  | Буэнос-Айрес, Аргентина     | Грунт      | Пабло Куэвас       | Марсель Гранольерс Марк Лопес     | 5-7 4-6            |
| 4.  | 12 февраля 2017  | Кито, Эквадор               | Грунт      | Хулио Перальта     | Филипп Освальд Джеймс Серретани   | 3-6 1-2 — отказ    |
| 5.  | 25 августа 2017  | Уинстон-Сейлем, США         | Хард       | Хулио Перальта     | Жан-Жюльен Ройер Хория Текэу      | 3-6 4-6            |
| 6.  | 24 сентября 2017 | Санкт-Петербург, Россия     | Хард (зал) | Хулио Перальта     | Роман Ебавый Матве Мидделкоп      | 4-6 4-6            |
| 7.  | 7 января 2018    | Брисбен, Австралия          | Хард       | Леонардо Майер     | Хенри Континен Джон Пирс          | 6-3 3-6 [2-10]     |
| 8.  | 10 февраля 2019  | Кордова, Аргентина          | Грунт      | Максимо Гонсалес   | Роман Ебавый Андрес Мольтени      | 4-6 6-7(4)         |
| 9.  | 28 июня 2019     | Истборн, Великобритания     | Трава      | Максимо Гонсалес   | Хуан Себастьян Кабаль Роберт Фара | 6-3 6-7(4) [6-10]  |
| 10. | 21 июля 2019     | Бостад, Швеция              | Грунт      | Федерико Дельбонис | Йоран Влиген Сандер Жиль          | 7-6(5) 5-7 [5-10]  |
| 11. | 6 сентября 2019  | Открытый чемпионат США      | Хард       | Марсель Гранольерс | Хуан Себастьян Кабаль Роберт Фара | 4-6 5-7            |
| 12. | 13 сентября 2020 | Кицбюэль, Австрия           | Грунт      | Марсель Гранольерс | Остин Крайчек Франко Шкугор       | 6-7(5) 5-7         |
| 13. | 20 марта 2021    | Акапулько, Мексика          | Хард       | Марсель Гранольерс | Кен Скупски Нил Скупски           | 6-7(3) 4-6         |
| 14. | 11 июля 2021     | Уимблдон                    | Трава      | Марсель Гранольерс | Никола Мектич Мате Павич          | 4-6 6-7(5) 6-2 5-7 |
| 15. | 13 февраля 2022  | Буэнос-Айрес, Аргентина (2) | Грунт      | Фабио Фоньини      | Сантьяго Гонсалес Андрес Мольтени | 1-6 1-6            |
| 16. | 27 мая 2023      | Женева, Швейцария           | Грунт      | Марсель Гранольерс | Майкл Винус Джейми Маррей         | 6-7(6) 6-7(3)      |
| 17. | 15 июля 2023     | Уимблдон (2)                | Трава      | Марсель Гранольерс | Уэсли Колхоф Нил Скупски          | 4-6 4-6            |
| 18. | 19 ноября 2023   | Итоговый турнир ATP         | Хард (зал) | Марсель Гранольерс | Раджив Рам Джо Солсбери           | 3-6 4-6            |
| 19. | 13 января 2024   | Окленд, Новая Зеландия      | Хард       | Марсель Гранольерс | Уэсли Колхоф Никола Мектич        | 3-6 7-6(5) [7-10]  |
| 20. | 26 февраля 2024  | Буэнос-Айрес, Аргентина (3) | Грунт      | Марсель Гранольерс | Симоне Болелли Андреа Вавассори   | 2-6 6-7(6)         |
| 21. | 15 марта 2024    | Индиан-Уэлс, США            | Хард       | Марсель Гранольерс | Уэсли Колхоф Никола Мектич        | 6-7(2) 6-7(4)      |

### Финалы челленджеров и фьючерсов в парном разряде (76)

#### Победы (44)
| №   | Дата             | Турнир                     | Покрытие | Партнёр            | Соперники в финале                                   | Счёт            |
| 1.  | 27 февраля 2005  | Фару, Португалия           | Хард     | Агустин Тарантино  | Маркос Конде Джексон Даниэль Монедеро Гонсалес       | 7-5 6-1         |
| 2.  | 1 мая 2005       | Кордова, Аргентина         | Грунт    | Пабло Куэвас       | Кристиан Вильягран Матиас Ниемис                     | 6-2 6-2         |
| 3.  | 8 мая 2005       | Кордова, Аргентина         | Грунт    | Пабло Куэвас       | Мартин Виларруби Диего Кристин                       | 7-5 2-6 7-6(5)  |
| 4.  | 2 октября 2005   | Барранкилья, Колумбия      | Грунт    | Лучано Витульо     | Бриан Дабул Иван Миранда                             | 5-7 7-6(4) 6-4  |
| 5.  | 29 января 2006   | Манисалес, Колумбия        | Грунт    | Пабло Куэвас       | Диего Альварес Эмилиано Редонди                      | 6-4 7-6(2)      |
| 6.  | 26 марта 2006    | Маракай, Венесуэла         | Хард     | Диего Кристин      | Леонардо Майер Джонатан Медина Альварес              | 6-2 6-3         |
| 7.  | 14 мая 2006      | Санта-Фе, Аргентина        | Грунт    | Леандро Мигани     | Себастьян Уриарте Рикардо Осевар                     | 6-4 7-5         |
| 8.  | 20 августа 2006  | Ирун, Испания              | Грунт    | Гонсалу Никау      | Микель Анхель Лопес Хаен Хуан Мигель Суч Перес       | 7-5 6-3         |
| 9.  | 26 ноября 2006   | Нейплс, США                | Грунт    | Пабло Куэвас       | Горан Драгичевич Мирко Пехар                         | 7-6(5) 6-3      |
| 10. | 1 апреля 2007    | Мехико, Мексика            | Грунт    | Марсело Мело       | Рамон Дельгадо Андре Са                              | 6-4 6-2         |
| 11. | 29 апреля 2007   | Флорианополис, Бразилия    | Грунт    | Пабло Куэвас       | Андре Миле Жуан Соуза                                | 6-4 6-4         |
| 12. | 8 июля 2007      | Турин, Италия              | Грунт    | Пабло Куэвас       | Пабло Андухар Флавио Саретта                         | 6-3 6-1         |
| 13. | 12 августа 2007  | Кампус-ду-Жордау, Бразилия | Хард     | Эдуардо Шванк      | Изак ван дер Мерве Джон-Пол Фруттеро                 | 3-6 6-3 [12-10] |
| 14. | 18 августа 2007  | Манта, Эквадор             | Хард     | Эдуардо Шванк      | Эрик Нуньес Джон-Пол Фруттеро                        | 6-4 6-2         |
| 15. | 7 октября 2007   | Медельин, Колумбия         | Грунт    | Пабло Куэвас       | Сантьяго Гонсалес Бруно Соарес                       | 6-4 6-4         |
| 16. | 31 мая 2008      | Чезена, Италия             | Грунт    | Рубен Бемельманс   | Антонио Пасторино Дамиан Патриарка                   | 6-2 6-4         |
| 17. | 15 марта 2009    | Сантьяго, Чили             | Грунт    | Себастьян Прието   | Рожериу Дутра да Силва Флавио Саретта                | 7-6(2) 6-2      |
| 18. | 22 марта 2009    | Богота, Колумбия           | Грунт    | Себастьян Прието   | Фернандо Висенте Александр Пейя                      | 4-6 6-1 [11-9]  |
| 19. | 11 апреля 2009   | Сан-Луис-Потоси, Мексика   | Грунт    | Сантьяго Гонсалес  | Жулио Сильва Франко Феррейро                         | 6-2 7-6(5)      |
| 20. | 17 мая 2009      | Бордо, Франция             | Грунт    | Пабло Куэвас       | Ксавье Пужо Стефан Робер                             | 4-6 6-4 [10-4]  |
| 21. | 19 июля 2009     | Богота, Колумбия           | Грунт    | Себастьян Прието   | Маркос Даниэль Рикардо Мельо                         | 6-4 7-5         |
| 22. | 20 сентября 2009 | Кали, Колумбия             | Грунт    | Себастьян Прието   | Рикардо Осевар Жуан Соуза                            | 4-6 6-3 [10-5]  |
| 23. | 13 марта 2011    | Сантьяго, Чили             | Грунт    | Максимо Гонсалес   | Гильермо Ривера Арангис Кристобаль Сааведра Корвалан | 6-3 6-4         |
| 24. | 11 сентября 2011 | Генуя, Италия              | Грунт    | Дастин Браун       | Джордан Керр Тревис Пэрротт                          | 6-2 7-5         |
| 25. | 29 января 2012   | Букараманга, Колумбия      | Грунт    | Ариэль Беар        | Микель Анхель Лопес Хаен Паоло Лоренци               | 6-4 7-6(5)      |
| 26. | 4 марта 2012     | Салинас, Эквадор           | Грунт    | Мартин Алунд       | Ариэль Беар Карлос Саламанка                         | 6-3 6-3         |
| 27. | 13 мая 2012      | Прага, Чехия               | Грунт    | Лукаш Росол        | Игорь Зеленай Мартин Клижан                          | 7-5 2-6 [12-10] |
| 28. | 14 октября 2012  | Сан-Хуан, Аргентина        | Грунт    | Мартин Алунд       | Николас Монро Симон Штадлер                          | 3-6 6-2 [14-12] |
| 29. | 28 октября 2012  | Буэнос-Айрес, Аргентина    | Грунт    | Мартин Алунд       | Факундо Аргуэльо Агустин Велотти                     | 7-6(6) 6-2      |
| 30. | 11 мая 2014      | Экс-ан-Прованс, Франция    | Грунт    | Диего Шварцман     | Андреас Бек Мартин Фишер                             | 6-4 3-6 [10-5]  |
| 31. | 8 июня 2014      | Местре, Италия             | Грунт    | Пабло Куэвас       | Даниэле Браччали Потито Стараче                      | 6-4 6-1         |
| 32. | 5 апреля 2015    | Сан-Луис-Потоси, Мексика   | Грунт    | Гильермо Дуран     | Серхио Гальдос Гидо Пелья                            | 7-6(4) 6-4      |
| 33. | 26 апреля 2015   | Саванна, США               | Грунт    | Гильермо Дуран     | Деннис Новиков Хулио Перальта                        | 6-4 6-3         |
| 34. | 7 июня 2015      | Фюрт, Германия             | Грунт    | Гильермо Дуран     | Ренсо Оливо Иньиго Сервантес Уэгун                   | 6-1 6-3         |
| 35. | 14 июня 2015     | Москва, Россия             | Грунт    | Ренсо Оливо        | Хулио Перальта Мэтт Зибергер                         | 7-5 6-3         |
| 36. | 13 сентября 2015 | Генуя, Италия              | Грунт    | Гильермо Дуран     | Андреа Арнабольди Алессандро Джаннесси               | 7-5 6-4         |
| 37. | 18 октября 2015  | Корриентес, Аргентина      | Грунт    | Хулио Перальта     | Гильермо Дуран Максимо Гонсалес                      | 6-2 6-3         |
| 38. | 8 ноября 2015    | Богота, Колумбия           | Грунт    | Хулио Перальта     | Николас Баррьентос Эдуардо Струвай                   | 6-3 6-4         |
| 39. | 15 ноября 2015   | Буэнос-Айрес, Аргентина    | Грунт    | Хулио Перальта     | Гидо Андреосси Лукас Арнольд Кер                     | 6-2 7-5         |
| 40. | 31 января 2016   | Букараманга, Колумбия      | Грунт    | Хулио Перальта     | Серхио Гальдос Луис Давид Мартинес                   | 6-2 6-2         |
| 41. | 11 сентября 2016 | Генуя, Италия              | Грунт    | Хулио Перальта     | Александр Бурый Андрей Василевский                   | 6-4 6-3         |
| 42. | 16 октября 2016  | Буэнос-Айрес, Аргентина    | Грунт    | Хулио Перальта     | Серхио Гальдос Фернандо Ромболи                      | 7-6(5) 7-6(1)   |
| 43. | 23 октября 2016  | Сантьяго, Чили             | Грунт    | Хулио Перальта     | Серхио Гальдос Максимо Гонсалес                      | 6-3 6-4         |
| 44. | 16 марта 2025    | Финикс, США                | Хард     | Марсель Гранольерс | Остин Крайчек Раджив Рам                             | 6-3 7-6(2)      |

#### Поражения (32)
| №   | Дата             | Турнир                       | Покрытие    | Партнёр            | Соперники в финале                       | Счёт              |
| 1.  | 17 апреля 2005   | Сантьяго, Чили               | Грунт       | Пабло Куэвас       | Бриан Дабул Дамиан Патриарка             | 4-6 2-6           |
| 2.  | 24 апреля 2005   | Сантьяго, Чили               | Грунт       | Пабло Куэвас       | Хорхе Агилар Фелипе Парада               | 3-6 4-6           |
| 3.  | 15 мая 2005      | Кордова, Аргентина           | Грунт       | Пабло Куэвас       | Мартин Виларруби Диего Кристин           | 6-4 6-7(5) 4-6    |
| 4.  | 21 августа 2005  | Буэнос-Айрес, Аргентина      | Грунт       | Леандро Мигани     | Максимо Гонсалес Диего Кристин           | 6-3 3-6 4-6       |
| 5.  | 28 августа 2005  | Буэнос-Айрес, Аргентина      | Грунт       | Леандро Мигани     | Матиас О'Нейл Эмилиано Редонди           | 2-6 1-6           |
| 6.  | 11 сентября 2005 | Росарио, Аргентина           | Грунт       | Пабло Куэвас       | Максимо Гонсалес Дамиан Патриарка        | 6-7(5) 6-4 2-6    |
| 7.  | 13 ноября 2005   | Маракай, Венесуэла           | Хард        | Пабло Куэвас       | Бриан Дабул Марсель Фельдер              | 5-7 4-6           |
| 8.  | 12 марта 2006    | Маракай, Венесуэла           | Хард        | Диего Кристин      | Майкл Джонсон Стивен Морос               | 1-6 3-6           |
| 9.  | 16 апреля 2006   | Пунта-дель-Эсте, Уругвай     | Грунт       | Леандро Мигани     | Мартин Виларруби Диего Кристин           | 4-6 6-1 4-6       |
| 10. | 30 апреля 2006   | Буэнос-Айрес, Аргентина      | Грунт       | Леандро Мигани     | Себастьян Декуд Эдуардо Шванк            | 2-6 2-6           |
| 11. | 9 июля 2006      | Болонья, Италия              | Грунт       | Пабло Галдон       | Адам Веймелка Иван Черович               | 6-4 6-7(2) 4-6    |
| 12. | 12 августа 2006  | Виго, Испания                | Грунт       | Огустин Женсс      | Пабло Андухар Марсель Гранольерс         | 6-7(4) 1-6        |
| 13. | 8 октября 2006   | Кито, Эквадор                | Грунт       | Пабло Куэвас       | Рожериу Дутра да Силва Марсело Мело      | 3-6 4-6           |
| 14. | 15 октября 2006  | Медельин, Колумбия           | Грунт       | Пабло Куэвас       | Андре Гем Марсело Мело                   | Без игры          |
| 15. | 28 января 2007   | Сантьяго, Чили               | Грунт       | Пабло Куэвас       | Бриан Дабул Марк Лопес                   | 2-6 6-3 [8-10]    |
| 16. | 6 мая 2007       | Нейплс, США                  | Грунт       | Пабло Куэвас       | Хуан Пабло Бжежицки Леонардо Майер       | 1-6 7-6(4) [8-10] |
| 17. | 12 мая 2007      | Туника-Ресортс, США          | Грунт (зал) | Пабло Куэвас       | Пол Голдстейн Дональд Янг                | 6-4 1-6 [4-10]    |
| 18. | 1 июля 2007      | Реджо-нель-Эмилия, Италия    | Грунт       | Пабло Куэвас       | Ламин Уахаб Франко Феррейро              | 4-6 6-1 [4-10]    |
| 19. | 6 января 2008    | Сан-Паулу, Бразилия          | Хард        | Бриан Дабул        | Джейми Дельгадо Бруно Соарес             | 1-6 3-6           |
| 20. | 21 сентября 2008 | Кали, Колумбия               | Грунт       | Бриан Дабул        | Хуан Себастьян Кабаль Алехандро Фалья    | 6-7(6) 3-6        |
| 21. | 28 сентября 2008 | Богота, Колумбия             | Грунт       | Алехандро Фаббри   | Хуан Себастьян Кабаль Алехандро Фалья    | 6-3 6-7(7) [8-10] |
| 22. | 11 января 2009   | Сан-Паулу, Бразилия          | Хард        | Мариано Худ        | Карлос Берлок Леонардо Майер             | 6-7(1) 3-6        |
| 23. | 25 января 2009   | Икике, Чили                  | Грунт       | Пабло Куэвас       | Юхан Брунстрём Жан-Жюльен Ройер          | 3-6 4-6           |
| 24. | 25 июля 2009     | Манта, Эквадор               | Хард        | Сантьяго Гонсалес  | Андре Миле Рикардо Осевар                | 1-6 6-2 [7-10]    |
| 25. | 9 января 2011    | Сан-Паулу, Бразилия          | Хард        | Сантьяго Гонсалес  | Андре Са Франко Феррейро                 | 5-7 6-7(12)       |
| 26. | 26 июня 2011     | Марбург, Германия            | Грунт       | Федерико Дельбонис | Бьорн Фау Мартин Эммрих                  | 6-7(3) 2-6        |
| 27. | 11 ноября 2012   | Сан-Леополду, Бразилия       | Грунт       | Ариэль Беар        | Фабиано де Паула Жулио Сильва            | 1-6 6-7(5)        |
| 28. | 29 июня 2014     | Марбург, Германия            | Грунт       | Диего Шварцман     | Ярослав Поспишил Франко Шкугор           | 4-6 4-6           |
| 29. | 28 сентября 2014 | Перейра, Колумбия            | Грунт       | Гидо Пелья         | Николас Баррьентос Эдуардо Струвай       | 6-3 3-6 [9-11]    |
| 30. | 19 октября 2014  | Сан-Хуан, Аргентина          | Грунт       | Диего Шварцман     | Мартин Алунд Факундо Багнис              | 6-4 3-6 [7-10]    |
| 31. | 12 апреля 2015   | Леон-де-лос-Альдама, Мексика | Хард        | Гильермо Дуран     | Остин Крайчек Раджив Рам                 | 2-6 5-7           |
| 32. | 10 января 2016   | Мендоса, Аргентина           | Грунт       | Хулио Перальта     | Максимо Гонсалес Хосе Эрнандес Фернандес | 6-4 3-6 [1-10]    |

### Финалы командных турниров (1)

#### Победы (1)
| №  | Год  | Турнир               | Команда                                      | Соперник в финале                                  | Счёт |
| 1. | 2010 | Командный Кубок мира | Аргентина · Х. Монако, Э. Шванк, О. Себальос | США · Б. Брайан, М. Брайан, Р. Джинепри, С. Куэрри | 2-1  |